# Olszyna Dolna
Olszyna Dolna (dawn. Olszyny; niem. Nieder Langenöls) – wieś w Polsce położona w województwie dolnośląskim, w powiecie lubańskim, w gminie Olszyna, na Pogórzu Izerskim.
Od 31 grudnia 1959 do 31 grudnia 2004 w granicach Olszyny, w związku z nadaniem tej ostatniej statusu miasta. Po odłączeniu od Olszyny (5113 mieszkańców) sołectwa Olszyna Dolna (304 mieszkańców) liczba mieszkańców projektowanego miasta spadła do 4809, przez co miasto nie utraciło 10-procentowego wiejskiego dodatku dla nauczycieli (próg przyznawania dodatku to 5000 mieszkańców), którzy stanowili grupę wyrażającą największy sprzeciw wobec zmiany statusu.

## Zabytki
Do wojewódzkiego rejestru zabytków wpisane jest obiekt:
- zespół pałacowy, nr 60, z XVII wieku, przebudowany w XIX wieku
  - pałac
  - park